# Odiel Van Den Meersschaut
Odiel Van Den Meersschaut (Melsen,  25 december 1919 - Gent, 16 maart 1993) was een Belgisch wielrenner. 
Van Den Meersschaut was van 1938 tot 1952 beroepsrenner en werd in 1940 Belgisch kampioen in Wilrijk. Hij was ook actief op de baan en in het veldrijden.

## Palmares
- 1940:  Belgisch kampioenschap
- 1941:  Grote 1-Mei Prijs
- 1942:  De Drie Zustersteden
- 1942:  2e etappe Omloop van België
- 1942: 1e in Omnium van de Weg
- 1942: 1e in Omloop der Vlaamse Gewesten, Brussel
- 1944: 1e in De Drie Zustersteden
- 1948: etappe Ronde van Nederland
- 1950: Zesdaagse van München, met Camiel Dekuysscher

## Resultaten in voornaamste wedstrijden
| Jaar | Ronde van Vlaanderen | Parijs-Roubaix | Luik-Bast.‑Luik |
| ---- | -------------------- | -------------- | --------------- |
| 1940 | 29e                  |                |                 |
| 1941 | ↑                    |                |                 |
| 1943 | 17e                  | 11e            |                 |
| 1945 | 8e                   |                | 6e              |
| 1946 |                      | 43e            | 18e             |
| 1947 | 9e                   |                |                 |
| 1948 | 40e                  |                |                 |